# Xena (namn)
Xena är ett kvinnonamn som har grekiskt ursprung med betydelsen gästvänlig.
I Sverige fanns det 36 personer med namnet 2015.